# بازار مرشد
بازار مرشد (به عربی: سوق مُرشِد) یکی از مناطق تاریخی شهر دبی،
ویکی از نقاط دیدنی امارات متحده عربی است. موئسس این بازار یک تاجر  کویتی به نام مرشد العصیمی بوده‌است که در أوایل سال ۱۹۴۹ میلادی در این مکان بازار کوچکی ایجاد کرده‌است، لذا 'این' بازار به نام (مرشد) نامگذاری نموده‌است.

## چگونگی ورود به بازار مرشد
از سمت میدان جمال عبدالناصر که به طرف غرب حرکت کنیم، به خیابان سبخه می‌رسیم. چندین خیابان که به صورت تقریباً موازی از طرف غرب به این خیابان متصل می‌شوند، بازار مرشد را تشکیل می‌دهند. این بازار معروفترین بازار دبی نزد ایرانیان می‌باشد. در این بازار تقریباً همه گونه کالایی را با قیمت‌های مناسب پیدا خواهید نمود. بسیاری از فروشگاه‌های این بازار متعلق به ایرانیان ساکن دبی می‌باشد. در گذر از این بازار حتماً با مسافران ایرانی بسیاری برخورد خواهید نمود.

## جاذبهٔ گردشگری
«بازار مرشد» یکی از معالم بارز وتاریخی و جاذبهٔ گردشگری شهر دبی است که سالیانه تعدادی زیادی از گردشگران از مناطق داخل و خارج امارات به سویش می‌شتابند.
بازارها در دو سوی خور (دبی) از جمله جاذبه‌های شهر محسوب می‌شوند این بازارها نه تنها به خاطر خرید و فروش و تجارت، بلکه به خاطر بازدید گردشگران از آنها، از رونق خاصی برخوردارند. «بازار مرشد» در بر دیره در شمال خور دبی واقع شده‌است.